# Vassbotten, Tanums kommun
Vassbotten är en by och en av de många gränsövergångarna mellan Sverige och Norge.
Gränsövergången går mellan Tanums kommun i Sverige och Haldens kommun i Norge. På den svenska sidan kallas orten Vassbotten medan den på norska sidan heter Holtet. Vägen som passerar gränsen här, går mellan Halden i Norge och Munkedal i Sverige - på norska sidan heter den fylkesvei 220 och i Sverige heter vägen länsväg 165 - ofta kallad den Blågröna vägen på grund av sin vackra omgivning med sjöar och skog. Vägen är en alternativ rutt till E6 över Svinesund när man ska resa mellan Oslo och Göteborg, men brukas mest av lokalbefolkningen och turister.
Vassbotten/Holtet hade en gång i tiden en tullstation på den norska sidan och flera butiker. Idag är tullstationen nedlagd och istället drivs ett café (Grensehuset) med försäljning av mat och hantverksprodukter och med en loppmarknad i lokalerna. På andra sidan gränsen, på svenska sidan, fanns tidigare en dagligvaruhandel och bensinstation - denna verksamhet är nerlagd sedan 2012.  
C:a 500 meter söder om gränsövergången, på en udde som sticker ut i sjön, finns en campingplats med restaurang, badplats, kanotuthyrning och kiosk. 
Vassbotten ligger vid Norra Bullaresjön vid sjöns utlopp till Enningdalsälven och med vacker utsikt över vattnet. 
Bohusleden går förbi Vassbotten/Holtet. Information om denna vandringsled och andra kulturhistoriska stigar och orter i området finns på caféet. Av särskilt intresse som resmål är "Tattarstaden (Snarsmon)" som ligger en halvtimmes vandring västerut från gränsövergången. Det var i flera tiotals år på 1800-talet ett fast bosättningsområde för familjer tillhörande resandefolket. Bosättningarna raserades mot slutet av århundradet, men har under åren 2003 till 2008 varit plats för arkeologiska utgrävningar i regi av Bohusläns museum. I närheten ligger även Älgafallet.